# Uwe Wegmann
Uwe Wegmann (14 gennaio 1964) è un allenatore di calcio ed ex calciatore tedesco, di ruolo centrocampista.

## Palmarès

### Giocatore

#### Competizioni nazionali
- Campionato tedesco di seconda divisione: 1

Bochum: 1993-1994
- Coppa di Germania: 1

Kaiserslautern: 1995-1996
- Coppa del Liechtenstein: 3

Vaduz: 1999-2000, 2000-2001, 2001-2002
- Prima Lega: 1

Vaduz: 1999-2000

#### Individuale
- Capocannoniere della Zweite Bundesliga: 1

Bochum: 1993-1994 (22 reti)